# Зојлинген
Зојлинген (њем. Seulingen) општина је у њемачкој савезној држави Доња Саксонија. Једно је од 29 општинских средишта округа Гетинген. Према процјени из 2010. у општини је живјело 1.436 становника. Посједује регионалну шифру (AGS) 3152025.

## Географски и демографски подаци
Зојлинген се налази у савезној држави Доња Саксонија у округу Гетинген. Општина се налази на надморској висини од 167 метара. Површина општине износи 11,1 km². У самом мјесту је, према процјени из 2010. године, живјело 1.436 становника. Просјечна густина становништва износи 129 становника/km².